# Morti nel 748
| Questa pagina contiene informazioni ricavate automaticamente dalle voci biografiche con l'ausilio del template Bio e di un bot. L'aggiornamento è periodico e automatico e ricostruisce completamente la pagina. Se manca una persona in questa lista, sei pregato di non aggiungerla, ma accertati piuttosto che la sua voce biografica contenga il template Bio e che i dati anagrafici siano correttamente compilati. Se il template Bio manca, inseriscilo tu stesso o, in alternativa, metti l'avviso {{tmp\|Bio}} che ne segnala la mancanza. Se i dati riportati sono sbagliati, correggi direttamente la voce biografica; le modifiche saranno visibili in questa lista entro pochi giorni. Per chiarimenti vedi il progetto biografie. La lista contiene solo le 6 persone che sono citate nell'enciclopedia e per le quali è stato implementato correttamente il template Bio. Pagina aggiornata al 19 ott 2024. |

- 18 gennaio - Odilone di Baviera, duca
- 22 maggio - Genshō, imperatrice giapponese (n. 680)
- 9 dicembre - Nasr ibn Sayyar (n. 663)
- Eadbert I del Kent, sovrano anglosassone
- Roberto I di Hesbaye, nobile franco (n. 697)
- Wasil ibn 'Ata', teologo e giurista arabo (n. 700)